# Северо-Германская низменность
Северо-Германская низменность — низменный рельеф на севере Германии, особенностью которого являются моренные гряды, образованные при таянии ледника около 20 тысяч лет назад, и зандровые равнины ледникового происхождения, сложенные осадочными породами. Часть Среднеевропейской равнины.
Регион ограничен побережьями Северного и Балтийского морей на севере, Среднегерманской возвышенностью (die Mittelgebirge) на юге, Нидерландами на западе и Польшей на востоке.
На западе южная граница низменности образована холмами Нижней Саксонии: в частности, хребтом Тевтобургского Леса, холмами Вихен, Везер и Нижнесаксонской Бёрде, которые частично отделяют её от Вестфальской низменности. Элементы Рейнского массива также являются частью южной границы равнины: Айфель, Бергишес-Ланд и Зауэрланд. На востоке Северогерманская равнина простирается за горами Гарц и Киффхойзер дальше на юг до холмистой местности Центральной Саксонии и предгорий Рудных гор.
Кое-где, особенно на западе, низменность заболочена; в этих местах много географических названий, оканчивающихся на «моор» (нем. moor), что в переводе означает «болото». Однако большая часть болот осушена и возделана. Местами, на слегка всхолмлённой равнине, встречаются озёра, самое крупное из которых Штайнхудер.